# Rhitymna plana
Rhitymna plana är en spindelart som beskrevs av Jäger 2003. Rhitymna plana ingår i släktet Rhitymna och familjen jättekrabbspindlar. Inga underarter finns listade i Catalogue of Life.